# Області України (серія монет)
Області України — серія ювілейних та пам'ятних монет, започаткована Національним банком України у 2007 році. 

## Перелік
Станом на лютий 2016 року серія налічує 1 срібну монету, 2 нейзильберових та 15 біметалевих із недорогоцінних металів.
У серію включені такі монети:
| тип             | найменування                         | метал      | номінал, гривень | дата введення в обіг |
| --------------- | ------------------------------------ | ---------- | ---------------- | -------------------- |
| Ювілейна монета | «Донецька область, 75 років»         | нейзильбер | 2                | 6 липня 2007         |
| Ювілейна монета | «Запорізька область, 70 років»       | нейзильбер | 2                | 17 грудня 2009       |
| Ювілейна монета | «Донецька область, 80 років»         | срібло     | 10               | 5 липня 2012         |
| Ювілейна монета | «Житомирська область, 75 років»      | біметалева | 5                | 29 листопада 2012    |
| Ювілейна монета | «Миколаївська область, 75 років»     | біметалева | 5                | 29 листопада 2012    |
| Ювілейна монета | «Луганська область, 75 років»        | біметалева | 5                | 28 травня 2013       |
| Ювілейна монета | «Черкаська область, 60 років»        | біметалева | 5                | 3 січня 2014         |
| Ювілейна монета | «Кіровоградська область, 75 років»   | біметалева | 5                | 9 січня 2014         |
| Ювілейна монета | «Сумська область, 75 років»          | біметалева | 5                | 9 січня 2014         |
| Ювілейна монета | «Запорізька область, 75 років»       | біметалева | 5                | 25 березня 2014      |
| Ювілейна монета | «Херсонська область, 70 років»       | біметалева | 5                | 28 березня 2014      |
| Ювілейна монета | «Львівська область, 75 років»        | біметалева | 5                | 25 листопада 2014    |
| Ювілейна монета | «Рівненська область, 75 років»       | біметалева | 5                | 25 листопада 2014    |
| Ювілейна монета | «Волинська область, 75 років»        | біметалева | 5                | 25 листопада 2014    |
| Ювілейна монета | «Тернопільська область, 75 років»    | біметалева | 5                | 25 листопада 2014    |
| Ювілейна монета | «Франківська область, 75 років»      | біметалева | 5                | 25 листопада 2014    |
| Пам'ятна монета | «Чернівецька область, 75 років»      | біметалева | 5                | 5 серпня 2015        |
| Пам'ятна монета | «Закарпатська область, 70 років»     | біметалева | 5                | 14 січня 2016        |
| Пам'ятна монета | «Київська область, 85 років»         | біметалева | 5                | 25 липня 2017        |
| Пам'ятна монета | «Вінницька область, 85 років»        | біметалева | 5                | 22 серпня 2017       |
| Пам'ятна монета | «Полтавська область, 80 років»       | біметалева | 5                | 10 жовтня 2017       |
| Пам'ятна монета | «Хмельницька область, 80 років»      | біметалева | 5                | 10 жовтня 2017       |
| Пам'ятна монета | «Одеська область, 85 років»          | біметалева | 5                | 28 листопада 2017    |
| Пам'ятна монета | «Чернігівська область, 85 років»     | біметалева | 5                | 28 листопада 2017    |
| Пам'ятна монета | «Дніпропетровська область, 85 років» | біметалева | 5                | 12 грудня 2017       |
| Пам'ятна монета | «Харківська область, 85 років»       | біметалева | 5                | 12 грудня 2017       |
| Пам'ятна монета | «Донецька область, 85 років»         | біметалева | 5                | 26 грудня 2017       |

## Срібні монети (реверс)

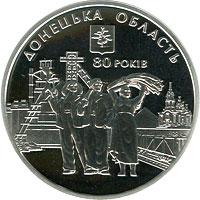
«Донецька область, 80 років»

## Нейзильберовімонети та біметалеві (реверс)

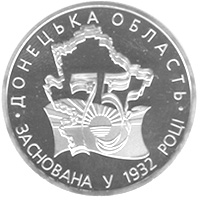
«Донецька область, 75 років»
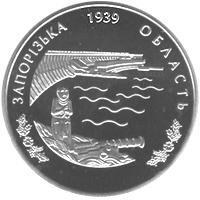
«Запорізька область, 70 років»
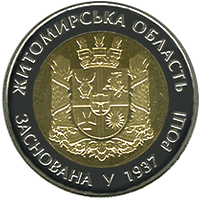
«Житомирська область, 75 років»
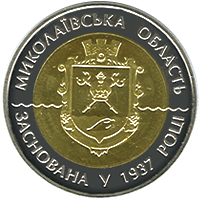
«Миколаївська область, 75 років»
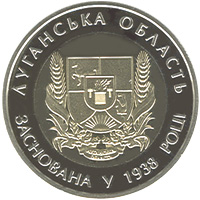
«Луганська область, 75 років»
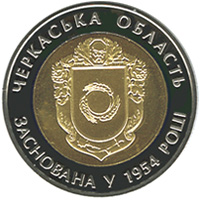
«Черкаська область, 60 років»
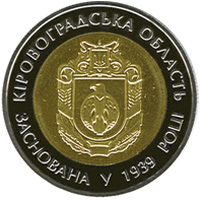
«Кіровоградська область, 75 років»
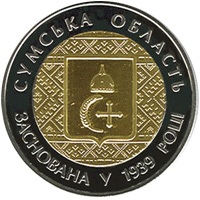
«Сумська область, 75 років»
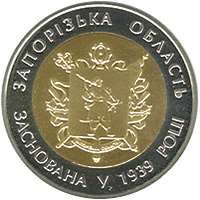
«Запорізька область, 75 років»
«Херсонська область, 70 років»
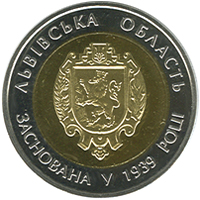
«Львівська область, 75 років»
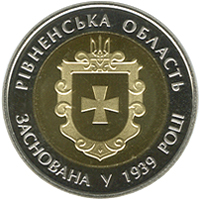
«Рівненська область, 75 років»
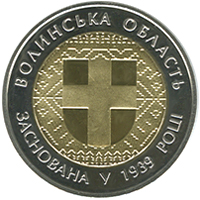
«Волинська область, 75 років»
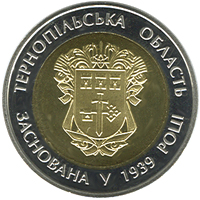
«Тернопільська область, 75 років»
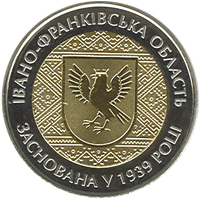
«Франківська область, 75 років»
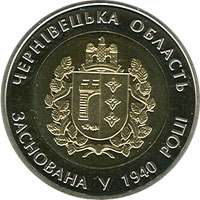
«Чернівецька область, 75 років»
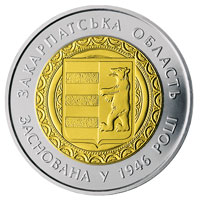
«Закарпатська область, 70 років»